# Tabish Hussain
Tabish Hussain (Bradford, 6 giugno 2001) è un calciatore inglese naturalizzato pakistano, attaccante del Garforth Town.

## Carriera

### Club
Ha giocato tra la sesta e la nona serie inglese.

### Nazionale
Nel 2019 ha debuttato con la nazionale pakistana, subentrando dalla panchina nei minuti finali dei 2 incontri di qualificazione ai Mondiali del 2022 persi contro la Cambogia del 6 e dell'11 giugno.

## Statistiche

### Cronologia presenze e reti in nazionale
| Cronologia completa delle presenze e delle reti in nazionale ― Pakistan | Cronologia completa delle presenze e delle reti in nazionale ― Pakistan | Cronologia completa delle presenze e delle reti in nazionale ― Pakistan | Cronologia completa delle presenze e delle reti in nazionale ― Pakistan | Cronologia completa delle presenze e delle reti in nazionale ― Pakistan | Cronologia completa delle presenze e delle reti in nazionale ― Pakistan | Cronologia completa delle presenze e delle reti in nazionale ― Pakistan | Cronologia completa delle presenze e delle reti in nazionale ― Pakistan |
| Data                                                                    | Città                                                                   | In casa                                                                 | Risultato                                                               | Ospiti                                                                  | Competizione                                                            | Reti                                                                    | Note                                                                    |
| ----------------------------------------------------------------------- | ----------------------------------------------------------------------- | ----------------------------------------------------------------------- | ----------------------------------------------------------------------- | ----------------------------------------------------------------------- | ----------------------------------------------------------------------- | ----------------------------------------------------------------------- | ----------------------------------------------------------------------- |
| 6-6-2019                                                                | Phnom Penh                                                              | Cambogia                                                                | 2 – 0                                                                   | Pakistan                                                                | Qual. Mondiali 2022                                                     | -                                                                       | 84’                                                                     |
| 11-6-2019                                                               | Doha                                                                    | Pakistan                                                                | 1 – 2                                                                   | Cambogia                                                                | Qual. Mondiali 2022                                                     | -                                                                       | 63’                                                                     |
| Totale                                                                  |                                                                         | Presenze                                                                | 2                                                                       |                                                                         | Reti                                                                    | 0                                                                       |                                                                         |